# Théodose du Moncel
Pour les articles homonymes, voir Moncel.

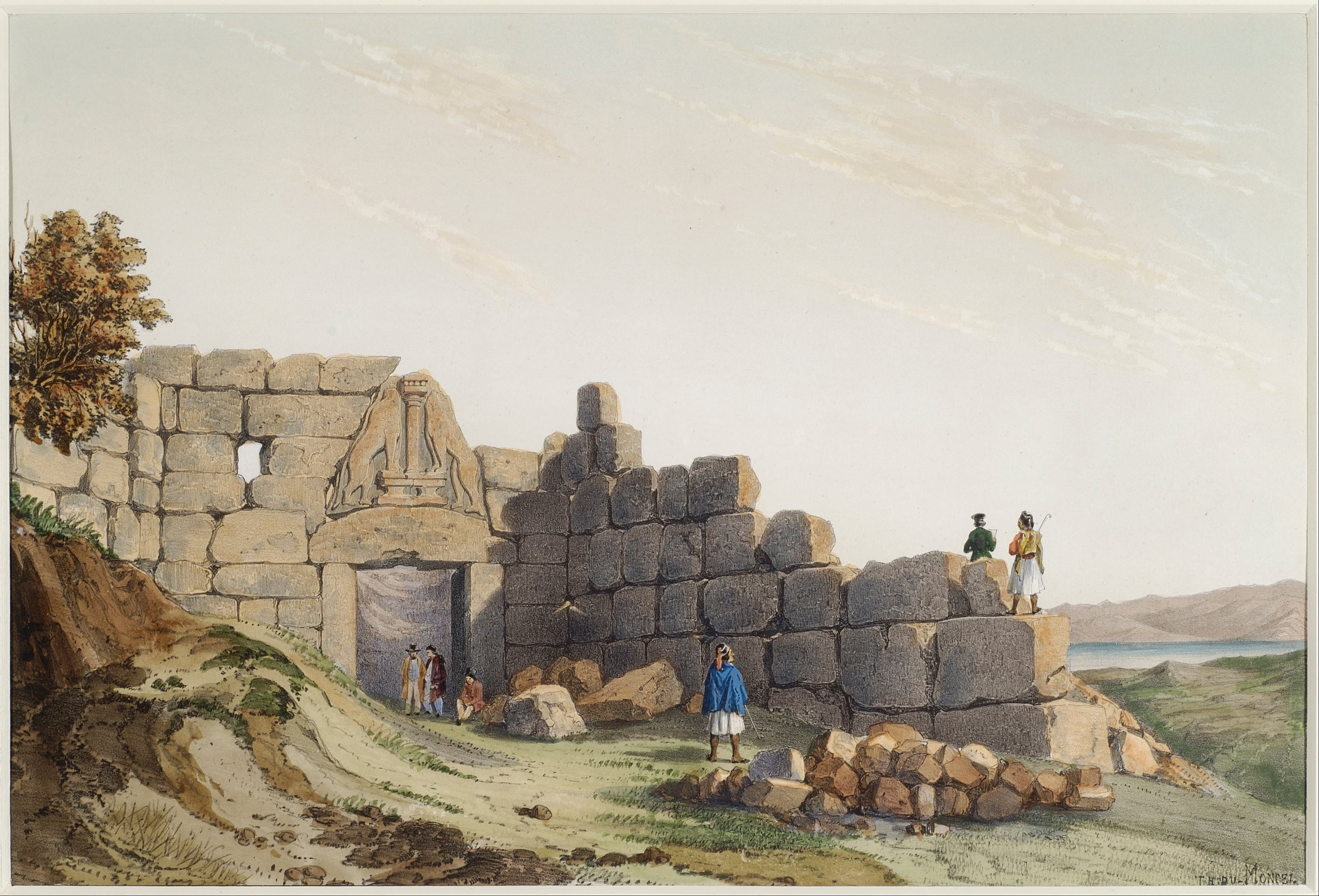
La porte des lions à Mycènes, 1845.

Théodose Achille Louis, vicomte du Moncel (aussi connu Théodore du Moncel), né le 6 mars 1821 à Paris où il est mort le 16 février 1884, est un scientifique et un dessinateur français.

## Biographie
Issu d'une grande famille noble normande, il est le fils du comte Alexandre du Moncel, général du génie et pair de France, qui possédait à Martinvast (Manche) une ferme modèle.
Il suit des cours de peinture au musée de Cherbourg, en compagnie de son ami Joachim Menant, sous la direction de Melle Robineau et de Langlois. En 1839 il écrit un cours de perspective mathématique et en 1841, il est le dessinateur de la Société française de conservation des monuments historiques présidée par Arcisse de Caumont, un parent qui lui donne le goût de l'archéologie, et présente lors de la séance du 17 juin au Mans les nombreux relevés dont il est l'auteur.
 La même année, il entre à la Société royale académique de Cherbourg dont son père est déjà membre depuis dix ans.
En 1843, il commence un voyage en Europe méridionale à travers la Suisse, l'Allemagne, l'Italie, la Grèce et la Turquie visitant les sites archéologiques en couvrant ses frais par la vente de ses dessins. En 1846 paraissent les premiers ouvrages consacrés à ses voyages, illustrés de lithographies d'après ses dessins et en 1849 parait son Cours de dessin d'après nature.
 De retour à Paris, il s'intéresse à la science, particulièrement à l'électricité.
Le 28 novembre 1849 à Saint-Bouize dans le Cher, il épouse Camille, l'une des cinq filles du comte Camille de Montalivet.
Il fonde avec Emmanuel Liais et Auguste Le Jolis, la Société nationale des sciences naturelles et mathématiques de Cherbourg le 30 décembre 1851. En 1855, il obtient une médaille de première classe à l'exposition universelle pour ses différentes inventions et, en 1860, est nommé au poste d'ingénieur-électricien de l'Administration des lignes télégraphiques françaises.
À la suite de son père, il est élu conseiller général de la Manche (Canton d'Octeville) de 1861 et 1870. Il est décoré de l'ordre de Saint-Vladimir, de l'Ordre de la Rose du Brésil et, le 5 décembre 1866, il est fait officier de la Légion d'honneur.
Il est élu membre de l'Académie des sciences le 21 décembre 1874.
Il meurt à Paris le 16 février 1884 à son domicile au 7 rue de Hambourg.

## Publications

### Sciences
- Étude sur le magnétisme et l'électro-magnétisme au point de vue de la construction des électro-aimants, L. Hachette et Cié / Mallet-Bachelier, Paris, 1858[11].
- Notice sur l'appareil d'induction électrique de Ruhmkorff, Paris, Gauthier-Villars, 1867.
- Rapport sur le concours pour un appareil électrique puissant et économique, in Bulletin de la Société d'encouragement pour l'industrie nationale, 72e année, mai 1873.
- Théorie et description de la machine Gramme, ibid., 73e année, juin 1874.
- Exposé des applications de l'électricité, 5 vol., 1872-1878 Texte en ligne 1 2 3 4 5
- Le Téléphone, le Microphone et le Phonographe, Hachette, coll. « La Bibliothèque des merveilles », 1878 Texte en ligne
- L'Éclairage électrique, Hachette, coll. « La Bibliothèque des merveilles », 1879 Texte en ligne
- Le Microphone, le Radiophone et le Phonographe, 1882 Texte en ligne
- L'éclairage électrique, vol 1: générateurs de lumière, Hachette, coll. « La Bibliothèque des merveilles », 1883.
- L'éclairage électrique, vol 2: appareils de lumière, Hachette, coll. « La Bibliothèque des merveilles », 1883.
- avec Frank Geraldy, L'électricité comme force motrice, 1re éd., Paris, Librairie Hachette et Cie, coll. « La Bibliothèque des merveilles », 1883 ; 2e éd., 1884.

Il a également rédigé de nombreux articles pour la revue scientifique illustrée L'Électricité.

### Dessin
- 1839. Cherbourg : Cours de perspective mathématique
- 1846. Paris : Vues pittoresques des monuments d'Athènes et De Venise à Constantinople, Victor Delarue et Cie éditeur
- 1847. Cherbourg : Théorie de la perspective apparente[12] Thomine éditeur
- 1847.De Venise à Constantinople, à travers la Grèce, in folio[13].
- 1849. Étude du dessin de paysage d'après nature[14] Savary et Cie, Gide et Cie éditeurs
- 1853. Valognes : Album de la revue archéologique du département de la Manche[15]
- 1860. Album pittoresque de Trouville-sur-Mer et ses environs (auteur des dessins), A. Maugendre lithographe, Arnoul -Lugan éditeur[16]